# Ластівка ниткохвоста
Ластівка ниткохвоста (Hirundo smithii) — вид горобцеподібних птахів родини ластівкових (Hirundinidae). Поширений на півдні Африки.

## Назва
Вид названо на честь норвезького ботаніка і геолога Крістена Сміта (1785—1816), який був учасником британської експедиції до річки Конго в 1816 році під керівництвом Джеймса Кінгстона Таккі.

## Поширення
Вид поширений в Африці, Південній і Південно-Східній Азії. Мешкає на відкритій місцевості поблизу води, часто у містах та селах.

## Опис
Птах завдовжки до 14 см. Верхня частина яскраво-блакитна, за винятком каштанової корони та білих плям на хвості. Нижня сторона біла, хоча махові пір'я темні. У ластівки є синя маска, яка закриває очі. Свою назву ластівка ниткохвоста отримала через довге ниткоподібне хвостове пір’я, яке звисає навколо нього, як дві нитки. Обидві статі дуже схожі зовні, але у самиці хвіст коротший. У молодняка тім'я, верх і хвіст коричневі. Африканський підвид більший і має довший хвіст, ніж азійський підвид.

## Спосіб життя
Ниткохвості ластівки швидко літають і зазвичай харчуються у повітрі комахами, особливо мухами. Зазвичай вони летають низько над водою. Гнізда у формі чашки зроблені з мулу та гілок. Вони розташовані на вертикальних поверхнях біля води, на виступах скель або, що частіше, на штучних спорудах, таких як будівлі та мости. Вони зазвичай відкладають три-чотири яйця в Африці і до п'яти в Азії. Ці птахи будують гнізда поодинці, на відміну від багатьох інших видів ластівок, які схильні утворювати колонії.

## Підвиди
Виділяють два підвиди:
- H. s. smithii William Elford Leach and K. D. Koenig, 1818. Поширений в Африці.
- H. s. filifera Stephens, 1826. Південна та Південно-Східна Азія.